# Geordie Johnson
Geordie Johnson (* 25. Februar 1953 in Claresholm, Alberta) ist ein kanadischer Schauspieler.

## Leben
Geordie ist das zweite von drei Kindern von George und Pam Johnson aus Cowley, einem kleinen Dorf in Alberta. Er wuchs in Cowley auf und ging dort an die Livingstone School in Lundbreck bis zur 12. Klasse.
Als Kind war er oft krank und verbrachte viel Zeit in Sanatorien, um gegen Asthma und Tuberkulose behandelt zu werden. Er hat gesagt, dass diese Zeit ihm geholfen hat, sich Gedanken über Leute zu machen und sie bei ihren Interaktionen zu beobachten. In einem Interview von 1999 sagte er: „Es gab mir die Möglichkeit, ein hervorragender Beobachter zu werden und ich war überrascht, wie die Leute mit verschiedenen Auffassungen von Situationen kommen konnten, die ich gerade erst miterlebt hatte.“ Johnson hat ebenfalls gesagt, dass er „krankhaft schüchtern“ war, als er jung war, und dass er „fast nicht sprechen konnte und heftige, heftige Reaktionen neuen Bekanntschaften gegenüber hatte“.
Seine Mutter erzählte dem Pincher Creek Echo, dass, als Geordie jung war, „er und sein Freund Marcel Desjardin sich gemeinsam dramatische Szenen ausdachten, die sie dann bei Weihnachtskonzerten und anderen Gelegenheiten vortrugen.“ Die Schule hatte jedoch keine Theaterklasse.
Als Teenager arbeitete er im Sägewerk der Familie. Seinen Schulabschluss machte er 1970 und schrieb sich an der University of Calgary ein, erlangte dort den Abschluss als Bachelor of Fine Arts in Drama. Er hatte sich entschlossen, mehr aus seinem Leben zu machen, als nur in einem Sägewerk zu arbeiten. Seine Eltern unterstützten ihn bei seinem Ziel, ein Schauspieler zu werden, und waren sehr stolz auf seine Fähigkeiten. Seine Mutter Pam sagte, dass sie und ihr Ehemann George „nie versucht haben, ihren Sohn davon abzubringen, eine Schauspielkarriere anzustreben“. „Wir haben beide gemerkt, dass er es kann“, sagte sie.
Seine erste Kritik bekam er für das Drama Waiting for Godot, das an der University of Calgary 1972 vorgeführt wurde. Die Kritiker erwähnten die „wahnsinnige Leidenschaft die Geordie Johnson in seine Rolle als Lucky packt“, den Sklaven des Charakters Pozzo. Sein Text im Stück beschränkte sich auf den Satz „soliloquy of intellectual gibberish“ („Selbstgespräch aus intellektuellem Geschwafel“). Diese Leidenschaft fürs Schauspiel scheint ihn all die Jahre über Wasser gehalten zu haben. Seine Mutter sagte, dass all die Jahre nicht einfach gewesen seien und er oft im Baugewerbe gearbeitet habe, um auszukommen.
Nachdem er 1974 seinen Abschluss machte, spielte Geordie einige Rollen, die aber meistens kleiner oder Kurzauftritte waren. Unter anderem spielte er die hässliche Stiefschwester Baloney in der Cinderella-Produktion des Theatre London’s (Ontario) 1976. Die London Free Press gestaltete das Drama mit Kommentaren von Kindern. Johnson erhielt von einem Kind das amüsante Lob: „Baloney braucht einen Psychiater!“ Er hatte auch Rollen in Bentund ein halbes Dutzend kleiner Rollen am Stratford Festival 1979 und 1980. Eine seiner ersten großen Rollen bekam er 1981, als er Ray in John McLure’s Lone Star spielte. Er bekam eine Dora Mavor Moore Award-Nomination für herausragende Leistung als Hauptdarsteller.
Mitte der 1980er begann seine Fernsehkarriere. Er spielte unter anderem einen kranken Schauspieler in einer Folge der sehr erfolgreichen Serie Street Legal, einen russischen Ballett-Tänzer in Adderley und einen Nachahmungs-Mörder in Alfred Hitchcock Presents. Er hat das Theater aber nie völlig vergessen.
1987 wurde er als die Montreal drag queen Hosanna gecastet, in einer neuen englisch adaptierten Version des Stücks von Michel Tremblay. Regisseur war Richard Monette, den Johnson zwischen 1979 und 1980 kennengelernt hatte und der selbst Hosanna in der Premiere 1974 gespielt hatte. Die Produktion erhielt kritischen Beifall, so wie auch Geordie selbst. Der Globe & Mail schrieb: „Geordie Johnson als der besessene eingebildete, witzige und erbärmliche Hosanna ist alles, was er sein sollte – wunderbar witzig, leider liebenswert und sehr irritierend“. Der Toronto Star schrieb: „er ist in absoluter majestätischer Herrschaft der Rolle und gibt eine wunderbare nachhaltende und reizende Darbietung.“ 1988 arbeitete Johnson noch einmal für Richard Monett, in der „Ted Tillers Dracula“-Produktion des Young People’s Theatre. Wie bereits Cinderella, war dieses Stück absichtlich kitschig und selbst die Toronto Sun schrieb in ihrer Titelzeile: „Dracula als Comedy? Mit Monette an der Spitze, zählen Sie drauf.“ Johnson spielte die Rolle des Transsilvaniers sehr gut und ein Kritiker schrieb „er springt ins Blickfeld, wie eine perefekt-platzierte Erscheinung und sein karpatischer Akzent rollt gerade ausreichend, um uns zu erinnern, wer er ist.“ Seine Darstellung des Dracula blieb in guter Erinnerung, so dass er 1989 die Titelrolle in einer neuen Fernsehserie über Dracula bekam, in Dracula: The Series (in Deutschland unter dem Titel Dracula ist wieder da). Diese Version des Dracula war die eines blonden rücksichtslosen Geschäftsmannes mit Wohnsitz in einem Schloss in Luxemburg.
Anfang der 90er spielte Johnson in einigen Theaterstücken mit, befasste sich dann aber mehr mit der Fernseh-Karriere. 1996 kehrte er ans Stratford Festival zurück. In einem Interview 1999 sagte er, er hätte wieder ans Theater zurückgemusst, nachdem er „so viel leichte Kost gemacht habe, dass er schlussendlich wieder ein richtiges Festmahl brauchte“, und dass er „ein ziemlich schlechter Fernseh-Schauspieler geworden war.“ 1996 spielte er „Chance Wayne“ in Tennessee Williams’ Sweet Bird of Youth und „Edmund“ in King Lear. Der Toronto Star schrieb über seine Rolle: „Johnson bringt den richtigen Mix aus gutem Aussehen, Idealismus und verbrauchten Gelegenheiten für die Rolle des Chance Wayne, einem ehemaligen reichen Jungen, der zum Gigolo wurde und wieder zum Ort seiner Geburt zurückkehrt.“ Über die nächsten Jahre hatte Johnson weiter Hauptrollen. 1999 brachte ihm eine seiner am meisten gefeierten Rollen ein, die des Richard II. Die National Post schrieb eine schmeichelnde Kritik: „Stimmlich ist Johnson außergewöhnlich fließend und seine Fähigkeit, in einem einzigen Atemzug, eine unbestimmte Anzahl von Sätzen zu packen - ist sehr hilfreich für den barocken redseligen Richard - bringt das Spiel auf Hochtouren.“ Ein anderer Kritiker schrieb: „Es ist Johnsons Ausführung das die anhaltende Genauigkeit zum Rhythmus und Tempo der Dichtung macht, er scheint sich nicht selbst dabei einzuengen, wenn er die Enge eines emotionalen Bereichs betritt.“
1999 verließ er das Stratford Festival, um sich wieder dem Fernsehen zu widmen. Unter anderem spielte er eine Hauptrolle in der Serie Largo Winch (im Deutschen unter Largo Winch – Gefährliches Erbe), die auf dem gleichnamigen französischen Comic basierte. Dort spielte er den Ex-KGB-Agenten und Computer-Experten Georgy Kerensky.
Danach kehrte er wieder zum Stratford Festival zurück. Zurzeit spielt er am Yale Repertory Theatre in dem Stück A Woman of No Importance als Lord Illingworth.

## Filmografie
- 1983: Chautauqua Girl
- 1983: Skullduggery
- 1986: The Boy in Blue
- 1986: Die Campbells (9 Folgen)
- 1986: Adderly (1 Folge „The Dancing Lesson“)
- 1988: Alfred Hitchcock Presents (1 Folge „User Deadly“)
- 1989: The Comedy of Errors (Fernsehfilm)
- 1989: Bridge to Silence (Fernsehfilm)
- 1990–1991: Dracula ist wieder da (Fernsehserie, 21 Folgen „Dracula: The Series“)
- 1991: „E.N.G.“ (Fernsehserie)
- 1991: The Hidden Room (1 Folge „Let Death Do Us Part“)
- 1988–1992: Street Legal (5 Folgen)
- 1992: Beyond Reality (1 Folge „The Color Of Mad“)
- 1992: The Ray Bradbury Theater (1 Folge)
- 1993: The Diviners
- 1990–1993: Counterstrike (2 Folgen)
- 1993: A Stranger in the Mirror (Fernsehfilm)
- 1994: The Circle Game
- 1994: Das Geheimnis deiner Zärtlichkeit („A Change Of Place“)
- 1993–1994: Kung Fu: The Legend Continues (2 Folgen)
- 1994: Bionic Ever After? (Fernsehfilm)
- 1994: Spenser: The Judas Goat (Fernsehfilm)
- 1994: Bionic Ever After? (Fernsehfilm)
- 1995: Forever Knight (Nick Knight – Der Vampircop) (2 Folgen)
- 1996: Liszt's Rhapsody
- 1996: Tek War – Krieger der Zukunft (TekWar, 1 Folge)
- 1996: Taking the Falls (1 Folge)
- 1996: Der englische Patient
- 1996: Spoken Art (1 Folge)
- 1997: PSI Factor – Es geschieht jeden Tag (1 Folge)
- 1998: Once a Thief (1 Folge)
- 1999: Highlander: The Raven (1 Folge „The Devil You Know“)
- 1999: Too Rich: The Secret Life of Doris Duke (Fernsehfilm)
- 1999: Poltergeist – Die unheimliche Macht
- 1999: Dangerous Evidence: The Lori Jackson Story (Fernsehfilm)
- 2000: Canada: A People’s History (Fernsehfilm)
- 2000: Traders (8 Folgen)
- 2000: The City (1 Folge)
- 2001–2003: Largo Winch – Gefährliches Erbe (38 Folgen)
- 2002: Charms for the Easy Life (Fernsehfilm)
- 2001–2003: Andromeda (1 Folge)
- 2003: The Absence of Emily
- 2003–2004: Starhunter (2 Folgen)
- 2007: The Dark Room (Fernsehfilm)
- 2009, 2016: Murdoch Mysteries (Fernsehserie, 2 Folgen)
- 2013: Republic of Doyle – Einsatz für zwei (Republic of Doyle, Fernsehserie, 1 Folge)
- 2018: Carter (Fernsehserie, 1 Folge)

## Theater
- 19??: Cinderella....?
- 19??: Rome und Julia....Benvolio
- 1974: The Greek Vision; Sons of Earth and Sky; Prometheus....Prometheus/Ödipus
- 1975: Day One....Judas und andere
- 1975: Fortune and Men’s Eyes....Smitty
- 1976: The Gracious Lady/Close Friends....Permanent Transient, Cocaloony/Jon
- 1976: No Sex, Please -- We're British....Peter Hunter
- 1977: Alice Through the Looking Glass....Gremlin, Violet, Guard, Fawn, Pudding
- 1977: Sweet Bird of Youth....?
- 1978: The Sea....Willy
- 1978: Scapin....Arlequino
- 1979: Richard II....Westminster, Herald
- 1979: The Second Part of Henry IV....2nd Drawer
- 1979: The Woman....?
- 1979: King Lear....Französischer Bote
- 1980: Henry V....Bates
- 1980: Titus Andronicus....?
- 1980: Much Ado About Nothing....1.Aufseher
- 1980: Henry VI....Somerset/Rebell/Soldat
- 1980: King Lear....Französischer Bote
- 1981: The Taming of the Shrew....Spieler/Lucentio/Joseph
- 1981: Lone Star....Ray
- 1983: Geometry....Wayne Gibson
- 1984: Of Mice and Men...Whit
- 1984: Rumours....Michael
- 1984: Cloud 9....Harry/Martin
- 1985: Raptures...Blake Whittier
- 1986: Farther West....Thomas Shepard
- 1986: Holiday....Nick Potter
- 1986: Passion, Poison and Petrifaction...Heavenly Choir
- 1986: Tonight We Improvise....Mangini
- 1987: The Grace of Mary Traverse....Hardlong/Jack
- 1987: Hosanna....Hosanna
- 1987: I Am Yours....Toilane Creese
- 1988: Observe the Sons of Ulster Marching Towards the Somme....David Craig
- 1988: Count Dracula....Dracula
- 1989: Titus Andronicus/The Comedy of Errors....Bassianus/Antipholus of Syracuse, Ephesus
- 1989: The Relapse....Worthy
- 1989: Cat on a Hot Tin Roof....Brick
- 1990: A Walk in the Woods....John Honeyman
- 1991: Woman in Mind....Andy
- 1993: Death of a Salesman....Biff
- 1993: The Taming of the Shrew....Petruchio
- 1994: Dancing at Lughnasa....Garry
- 1995: Transit of Venus....Le Gentil
- 1996: Rough Justice....James Highwood
- 1996: King Lear....Edmund
- 1996: Sweet Bird of Youth....Chance Wayne
- 1997: Romeo and Juliet....Mercutio
- 1997: Death of a Salesman....Biff
- 1997: Oedipus Rex....Chorus
- 1998: The Winter's Tale....Autolycos
- 1998: The Cherry Orchard....Yasha
- 1998: The Night of the Iguana....T.Lawrence Shannon
- 1999: Pride and Prejudice....Mr. Darcy
- 1999: Richard II....Richard
- 2002: Syncopation....Henry Ribolow
- 2003: Troilus and Cressida....Hector
- 2004: Guys and Dolls....Nathan Detroit
- 2006: Democracy....Walt Whitman
- 2006: Travesties....Henry Carr
- 2007: Amadeus....Saleri
- 2007: The Rainmaker....Starbuck
- 2008: A Woman of No Importance....Lord Illingworth

## Auszeichnungen
- 1988: Dora Mavor Moore Award als „Bester Haupt-Darsteller“ für seinen Auftritt in dem Drama „I Am Yours“
- 1997: Stage Door Award als „Bester Neben-Darsteller“
- 1999: Gemini-Award als „Bester Schauspieler in einer Gastrolle in einer Drama-Serie“ für „The City“